# يويو ما

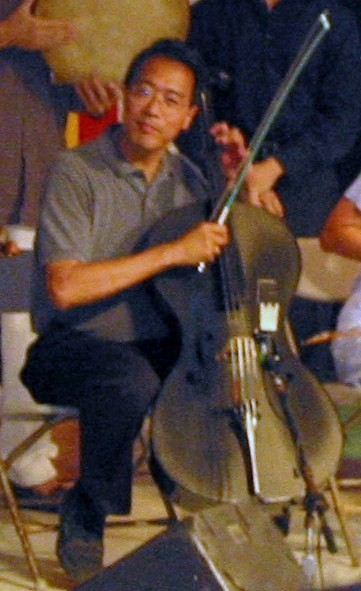
يويو ما

يويو ما (بالفرنسية: Yo-Yo Ma)‏ (ولد في 7 أكتوبر 1955 في فرنسا) هو عازف كمنجة أمريكي من أصل صيني، حصل على عدد من جوائز غرامي. يعد من أشهر عازفي الكمنجات في العالم. يجيد أيضاً العزف على البيانو والكمان.
ولد في باريس في لأبوين صينيين، كلاهما يعملان في مجال الموسيقى. هاجرت عائلته إلى نيويورك عندما كان يبلغ من العمر أربع سنوات. تعلم العزف في سن مبكر، وقد قام بالعزف أمام رئيس الولايات المتحدة جون ف. كندي في سن السابعة. تلقى التعليم في مدرسة جويليارد للموسيقى ثم انتقل إلى جامعة كولمبيا ثم إلى هارفارد. تزوج في عام 1977 ولديه طفلان. يعيش الآن في كامبريدج بولاية ماساتشوستس. بعد مرور عام على أحداث 11 سبتمبر شارك بإحياء ذكرى القتلى حيث عزف في نفس مكان الهجوم. لقب بسفير السلام من قبل الأمم المتحدة في يناير 2006. قام أيضاً بالعزف للرئيس باراك أوباما في مراسم تقليده.

و عين سنة 2006 رسول السلام التابع للأمم المتحدة.

## وصلات خارجية
- يويو ما على موقع IMDb (الإنجليزية)
- يويو ما على موقع الموسوعة البريطانية (الإنجليزية)
- يويو ما على موقع مونزينجر (الألمانية)
- يويو ما على موقع ألو سيني (الفرنسية)
- يويو ما على موقع ميوزك برينز (الإنجليزية)
- يويو ما على موقع أول موفي (الإنجليزية)
- يويو ما على موقع إن إن دي بي (الإنجليزية)
- يويو ما على موقع أول ميوزيك (الإنجليزية)
- يويو ما على موقع ديسكوغز (الإنجليزية)
- يويو ما على موقع قاعدة بيانات الفيلم (الإنجليزية)

- الموقع الرسمي